# Лаэл, Николас
Николас Уолтер Лаэл (англ. Nicholas Walter Lyell, полностью Николас Уолтер Лаэл, барон Маркейтский (англ. Nicholas Walter Lyell, Baron Lyell of Markyate, 6 декабря 1938, Лондон, Великобритания — 30 августа 2010) — политик-консерватор, Генеральный прокурор Великобритании (1992—1997).

## Биография
Родился в семье судьи Высокого суда сэра Мориса Лаэла.
Окончил колледж Крайст-Чёрч в Оксфорде, а после службы с королевской артиллерии получил юридическое образование.
Занимался юридической практикой,
в 1979—2001 гг. — депутат Палаты общин британского парламента.
Лайель был избран членом парламента в Хемел Хемпстед выиграть место из труда в 1979 году, а затем Середина Бедфордшир с 1983 года, и переехал в Северо-Восточной Бедфордшир на выборах 1997 года .
В 1987—1992 гг. — Генеральный солиситор Англии и Уэльса в кабинете Маргарет Тэтчер,
в 1992—1997 гг. — Генеральный атторней Англии и Уэльса. Оказался в центре скандала, связанного с нарушениями компанией Matrix Churchill эмбарго на поставку оружия Ираку в 1989—1990 годах. В Докладе Скотта, в рамках которого расследовалось данное дело, Лаэл был обвинён в попытке помешать действиям комиссии под предлогом недопущения к секретным документам, касающихся поставок станков и других производственных мощностей Багдаду. В результате премьер-министр Джон Мейджор решил отправить его в отставку.
На 13 мая 2005 г. было объявлено, что он будет назначен пожизненным пэром с присвоением титула барона Маркейтского (графство Хартфордшир).